# Скотс Милс (Орегон)
Скотс Милс (енгл. Scotts Mills) град је у америчкој савезној држави Орегон.

## Демографија
По попису из 2010. године број становника је 357, што је 45 (14,4%) становника више него 2000. године.
| Група             | 2000.       | 2010.       |
| Белци             | 289 (92,6%) | 340 (95,2%) |
| Афроамериканци    | 0 (0,0%)    | 0 (0,0%)    |
| Азијати           | 0 (0,0%)    | 5 (1,4%)    |
| Хиспаноамериканци | 11 (3,5%)   | 8 (2,2%)    |
| Укупно            | 312         | 357         |